# United Kennel Clubs International
United Kennel Clubs International (Mezinárodní kynologická organizace; zkratka UCI) je zastřešující mezinárodní organizace, která sdružuje národní kynologické svazy členských států za účelem spolupráce, speciální kynologické činnosti a chovatelství psů. Byla založena 23. října 1976 ve Wiesbadenu (NSR).

## Uznávání nových plemen
Pro zařazení do klasifikace nových plemen psů je nutné podání žádosti příslušným národním kynologickým svazem členského státu UCI. Vybraný mezinárodní rozhodčí, zpravidla předseda chovatelské komise UCI, následně posuzuje předvedené zvíře a podává předsednictvu organizace návrh na mezinárodní uznání za oficiální plemeno.
Tím může vzniknout u konkrétního psa ambivalentní stav, pokud je za plemeno uznán jen jednou ze dvou kynologických organizací UCI nebo FCI.

## Výstavní tituly zadávané na výstavách UCI
- JA – čekatelství junior šampiona krásy
- CAC – čekatelství národního šampiona krásy
- UKCIB – CACIB – čekatelství mezinárodního šampiona krásy
- VA – čekatelství vítěze svazu federace
- CACH – čekatelství čestného šampiona UCI
- EA – čekatelství evropského šampiona krásy
- WA – čekatelství světového šampiona krásy
- SC – čekatelství senior šampiona krásy
- Národní vítěz
- WA – světový vítěz

## Členské země
- Německo
- Belgie
- Švýcarsko
- Dánsko
- Kanada
- Spojené státy americké
- Česko
- Slovensko
- Maďarsko
- Ukrajina
- Rusko
- Kazachstán
- Litva
- Lotyšsko
- Chorvatsko